# Джоунс, Роберт
Роберт Клиффорд Джоунс (англ. Robert Clifford Jones; 30 марта 1936, Лос-Анджелес — 1 февраля 2021, Лос-Анджелес) — американский монтажёр, сценарист, лауреат Премии «Оскар» за лучший оригинальный сценарий к фильму «Возвращение домой» (1978). В качестве монтажёра Джоунс сотрудничал с режиссёрами Артуром Хиллером (1967—1992, семь фильмов) и Хэлом Эшби (1973—1982, четыре фильма) и трижды номинировался на премию «Оскар» за лучший монтаж фильма: «Это безумный, безумный, безумный, безумный мир» (1963), «Угадай, кто придёт к обеду?» (1967) и «На пути к славе» (1976). Профессор Университета Южной Калифорнии.

## Биография
Родился в Лос-Анджелесе 30 марта 1936 года.. Его отец, Хармон Джоунс, был кинорежиссёром канадского происхождения, номинированным на «Оскар» за фильм «Джентльменское соглашение». Роберт поступил в колледж, но впоследствии бросил учёбу и поступил в компанию 20th Century Fox, для начала в отдел доставки. Он начинал как помощник монтажера в таких фильмах, как «Неукротимый» (1955) и «Долгое жаркое лето» (1958). Джоунс назвал свою работу «волшебной», добавив, что она «открыла мне глаза на то, что сделал мой отец».
После призыва в армию США Джоунс работал в Армейском киноцентре с 1958 по 1960 год. Несмотря на то, что он не посещал киношколу и не имел специального образования, ему предложили роль монтажёра. Он отвечал за монтаж армейских учебных фильмов, документальных фильмов и нескольких фрагментов телевизионной программы The Big Picture. Джоунс считал, что полученные «опыт и уверенность» помогли ему в дальнейшей карьере монтажёра фильмов.

## Карьера
По возвращении с военной службы Джонс совместно с Джином Фаулером-младшим участвовали в монтаже фильмов «Ребёнок ждёт» (1963) и «Это безумный, безумный, безумный, безумный мир» (1963). За последний фильм они были номинированы на премию Оскар за лучший монтаж фильма. Ещё большую известность как монтажёр Джоунс получил после работы над фильмами «Выход тигра» (1967) и «Раскрась свой фургон» (1969). Его работа в фильме «Угадай, кто придёт к обеду?» (1967) принесла ему вторую номинацию на «Оскар» за лучший монтаж, а почти десять лет спустя он был третий раз номинировал на премию Оскар за монтаж музыкальной драмы «На пути к славе» (1976).
Джонс также участвовал в написании сценариев. Главный его успех в этом качестве начался с того, что он отклонил приглашение Хэла Эшби участвовать в монтаже фильма «Возвращение домой» (1978), но затем уступил его просьбе помочь со сценарием, после того как Уолдо Солт перенес сердечный приступ за два месяца до начала производства. За этот фильм Джоунс в 1979 году получил премию премию «Оскар» за лучший оригинальный сценарий, которую он разделил с Солтом и Нэнси Дауд. Джоунс был удивлен победой и, в частности, заявил, что выходя на сцену для получения награды, он впервые встретился с Солтом и Дауд. Вторая и последняя попытка была связана с фильмом «Будучи там» (1979), сценарий которого, по словам его дочери, Джоунс переписал. Хотя изначально соавторство Джоунса было признано студией (United Artists — Lorimar Productions), по арбитражному решению Гильдии сценаристов Запада Америки единоличное авторство присудили Ежи Косиньскому, автору книги, на которой был основан сценарий. Джонс считал, что его «писательская карьера была бы совсем другой, если бы [он] был включён в титры» и что «это был черный день в его жизни». Впоследствии до конца своей кинокарьеры он занимался только монтажом.
Последним из смонтированных Джоунсом стал фильм «Безусловная любовь», выпущенный в (2002). После ухода из киноиндустрии он стал профессором Школы кинематографических искусств Университета Южной Калифорнии, проработав в этом качестве 15 лет. Ему был присуждена премия американских киномонтажёров за успешную карьеру в феврале 2014 года.

## Личная жизнь
Джонс был женат на Сильвии Хирш Джонс, профессоре психологии в течение 59 лет до самой смерти. У них родились две дочери, причём вторая дочь, Лесли Джоунс, пошла по стопам отца. Она помогала Джоунсу в начале своей карьеры в монтаже фильмов «Ничего не вижу, ничего не слышу», и «Детка», а впоследствии сама была номинирована на премию «Оскар» за лучший монтаж.
Джоунс умер 1 февраля 2021 года в своём доме в Лос-Анджелесе. В конце жизни он страдал от деменции, которая и привела к смерти.

## Фильмография
В скобках указан режиссёр каждого фильма.

### Сценарист
- «Будучи там» (нет в титрах) (Хэл Эшби, 1979)[13]
- «Возвращение домой» (Хэл Эшби — 1978). Премия Американской киноакадемии и Премия Гильдии сценаристов за лучший сценарий.[13][14]

### Киномонтажёр
- 2000-е

- «Безусловная любовь» (П.Дж. Хоган, 2002)

- 1990-е
  - «Безумие в Алабаме[англ.]» (Антонио Бандерас, 1999)[13]
  - «Булворт» (Уоррен Битти, 1998)[13]

- «Мэрия» (Гарольд Беккер, 1996)
- «Любовная история» (Гленн Гордон Кэрон, 1994)
- «Детка» (Артур Хиллер 1992)
- «За пределами закона» (Ларри Фергюсон, 1992)
- «И в горе, и в радости» (Артур Хиллер, 1991)
- «Дни грома» (Тони Скотт, 1990)

- 1980-е

- «Ничего не вижу, ничего не слышу» (Артур Хиллер, 1989)
- «Дважды в жизни» (Бад Йоркин, 1985)
- «В поисках выхода» (Хэл Эшби, 1982)

- 1970-е

- «Небеса могут подождать» (Уоррен Битти и Бак Генри, 1978)
- «На пути к славе» (Хэл Эшби, 1976). Номинация на «Оскар» за лучший монтаж
- «Шампунь» (Хэл Эшби, 1975)
- «Безумный мир Юлиуса Врудера» (Артур Хиллер, 1974)
- «Последний наряд» (Хэл Эшби, 1973)
- «Человек из Ла-Манчи» (Артур Хиллер, 1972)
- «Новые центурионы» (Ричард Флейшер, 1972)
- «Киско Пайк» (Билл Л. Нортон, 1972)
- «История любви» (Артур Хиллер, 1970)

- 1960-е

- «Раскрась свой фургон» (Джошуа Логан, 1969)
- «Я люблю тебя, Элис Б. Токлас» (Хай Авербак, 1968)
- «Угадай, кто придёт к обеду?» (Стэнли Крамер, 1967). Номинирован на «Оскар» за лучший монтаж и на ACE Eddie
- «Выход тигра» (Артур Хиллер, 1967)
- «Тобрук» (Артур Хиллер — 1967)
- «Не волнуйся, мы придумаем название» (Хармон Джонс, 1966)
- «Проблема с ангелами» (Ида Лупино, 1966)
- «Корабль дураков» (Стэнли Крамер, 1965)
- «Приглашение к стрелку» (Ричард Уилсон, 1964)
- «Это безумный, безумный, безумный, безумный мир» (Стэнли Крамер, 1963). Номинирован на «Оскар» за лучший монтаж и на ACE Eddie.
- «Ребёнок ждёт» (Джон Кассаветис, 1963)

## Награды Академии
| Year | Category                                       | Work                                             | Result    | Ref.   |
| ---- | ---------------------------------------------- | ------------------------------------------------ | --------- | ------ |
| 1964 | Премия «Оскар» за лучший монтаж                | «Это безумный, безумный, безумный, безумный мир» | Номинация | [ 16 ] |
| 1968 | Премия «Оскар» за лучший монтаж                | «Угадай, кто придёт к обеду?»                    | Номинация | [ 17 ] |
| 1977 | Премия «Оскар» за лучший монтаж                | «На пути к славе»                                | Номинация | [ 18 ] |
| 1979 | Премия «Оскар» за лучший оригинальный сценарий | «Возвращение домой»                              | Победа    | [ 19 ] |

## Комментарии
1. ↑  Год вручения награды - не путать с годом создания фильма